# Molang
Molang es una serie animada infantil surcoreana-británica-francesa. Creada por Millimages, y es emitida en Disney Junior.

## Argumento
Molang es una serie de humor que se basa en la relación de Molang, un excéntrico, feliz y entusiasmado conejo y Piu-Piu, un tímido, discreto y emocional pollito. A pesar de sus diferencias, los dos vivirán una amistad única.
Descubriremos el día a día de los dos personajes con humor. Tanto si se plantean un viaje a la luna como si riegan su jardín, las situaciones que vivirán Molang y Piu-Piu serán imprevisibles.
Pero precisamente porque son sensibles, empáticos y creativos, cualquier cosa que les suceda será una oportunidad para descubrir nuevas maneras de ser felices y divertirse. En todos los episodios terminan con una solución y un final feliz

## Personajes
Molang: Es un conejo redondo y esponjoso. Molang saborea cada momento de su vida, afrontándolo con alegría y curiosidad. Molang pone pasión en todo lo que hace y tiene un gran corazón. Incluso cuando no hace absolutamente nada, lo hace bien y siempre se pone de acuerdo.
Piu-Piu: Es un pollito amarillo tímido y reservado. No le gusta llamar la atención, pero sí hacer las cosas cuidadosamente y bien. Cuando aparecen situaciones inesperadas (y el comportamiento de Molang suele causar estas situaciones), Piu-Piu se altera e incluso entra en pánico rebotando hacia todos lados, aunque la mayor parte del tiempo es tranquilo.
Todos los personajes hablan en un idioma ficticio; sin embargo, es fácilmente entendible por algunas palabras y expresiones que son muy evidentes.

## Episodios

### Primera temporada
1. La Fiesta
2. Paseo en Bicicleta
3. A la deriva
4. El Camello
5. El Coco
6. La Maleta
7. El Árbol de Navidad
8. El Pez Rojo
9. La Playa
10. La Pesca
11. Acampando
12. La Televisión
13. Insomnio
14. Mercado de Segunda Mano
15. El Paquete
16. El Amigo de la Jungla
17. La Sorpresa
18. El Bosque
19. La Calabaza
20. El Sillón
21. Pánico Escénico
22. Los Cowboys
23. El Pañuelo
24. El Pingüino
25. El Auto
26. Los Exploradores
27. El Partido de Hockey
28. Los Pastores
29. Los Arqueólogos
30. La Flor de la Montaña
31. Paseo subterráneo
32. El Castillo
33. El Hipo
34. Una Noche Movida
35. El Cachorro
36. El Hotel
37. El Jugador de Fútbol
38. El Robot
39. Un Partido Amistoso de Rugby
40. Los Bomberos
41. Las Llaves
42. El Faro
43. La Cigüeña
44. La Estatua
45. La Película
46. Los Rescatadores
47. Los Embotellamientos
48. El Bebé Foca
49. El Invitado
50. La Pesca Milagrosa
51. Esquí
52. Superestrellas

### Segunda temporada
1. El Sidecar
2. El Obsequio
3. La Competencia
4. El Acuario
5. El Juego de las Tierras Altas
6. El Trineo
7. El Piano
8. La Jungla
9. El Rodeo
10. En El Circo
11. El Camión de Comida o (El Camión de Hot Dogs)
12. Las Fanfarrias o (La Banda)
13. Las Estrellas Fugaces
14. El Tren Fantasma
15. El Golf
16. El Vendedor
17. El Bumerán
18. Una ráfaga de viento
19. Los Acróbatas
20. El Tarro de Mermelada
21. El Loro
22. Los Robinson
23. El Monito
24. La Audición o (El Casting)
25. El vendedor
26. El Ratón
27. El Huevo 
28. El Jardín de Vegetales
29. El Amigo Solo
30. Escuela de Esquí
31. El Bollo
32. La Cabra Montés
33. Un Poco Hambriento
34. Los Simpatizantes
35. Safari
36. Varicela
37. DJ Molang
38. Ding Dong
39. Pastelillo
40. Día lluvioso
41. Señor Músculos
42. La Multitud Relámpago
43. El Rally o (La Carrera de Autos)
44. Una Botella En El Mar
45. Kung-Fu
46. Una Ráfaga de Viento
47. Los partidarios
48. Poco hambriento
49. Señor músculos